# Cupatges
Cupatges és un revista en llengua catalana de divulgació de la cultura del vi i la gastronomia. Està editada per l'empresa Stilgraphic, de Barcelona, i es distribueix als quioscos i establiments especialitzats. Aquesta publicació va aparèixer l'any 2004, i conté informacions del sector vinícola, reportatges sobre cellers i denominacions d'origen, entre d'altres.
Entre els continguts que tracta destaquen reportatges sobre varietats de raïm, comitès de tast, recomanacions i aparadors de producte, novetats, denominacions d'origen catalanes, restaurants, espais d'oci i enoturisme, fires gastronòmiques, i tot el que faci referència a aspectes relacionats amb el menjar i el beure.
Durant la tardor de 2010 s'iniciarà l'emissió de Cupatges TV, un projecte realitzat conjuntament amb la productora Utopia Global. El programa, de 12 capítols, serà presentat per la sommelier Anna Vicenç i s'emetrà setmanalment a Comunicàlia.

## Premis i reconeixements
El 2008 va rebre un premi de l'Associació de Publicacions Periòdiques en Català